# Halictus rugicollis
Halictus rugicollis är en biart som beskrevs av Heinrich Friese 1925. Halictus rugicollis ingår i släktet bandbin, och familjen vägbin. Inga underarter finns listade i Catalogue of Life.